# Konstantin Romanow (hokeista)
Konstantin Michajłowicz Romanow, ros. Константин Михайлович Романов (ur. 14 marca 1985 w Moskwie) – kazachski hokeista pochodzenia rosyjskiego, reprezentant Kazachstanu.

## Kariera
- Dinama 2 Moskwa (2001-2007)
- Dinama Moskwa (2004-2008)
- Barys Astana (2009-2016)
- Ałtaj Torpedo Ust-Kamienogorsk (2016-)

Wychowanek i wieloletni zawodnik Dinama Moskwa. Od 2009 zawodnik kazachskiego klubu Barys Astana. W maju 2013 przedłużył kontrakt o dwa lata. Od listopada 2016 zawodnik Ałtaju Torpedo Ust-Kamienogorsk.
Uczestniczył w turniejach mistrzostw świata w 2011, 2012, 2013, 2014.

## Sukcesy
Reprezentacyjne
- Awans do MŚ Elity: 2011, 2013

Klubowe
- Złoty medal mistrzostw Rosji: 2005 z Dinamem Moskwa
- Puchar Mistrzów: 2006 z Dinamem Moskwa